# 6號國道 (柬埔寨)

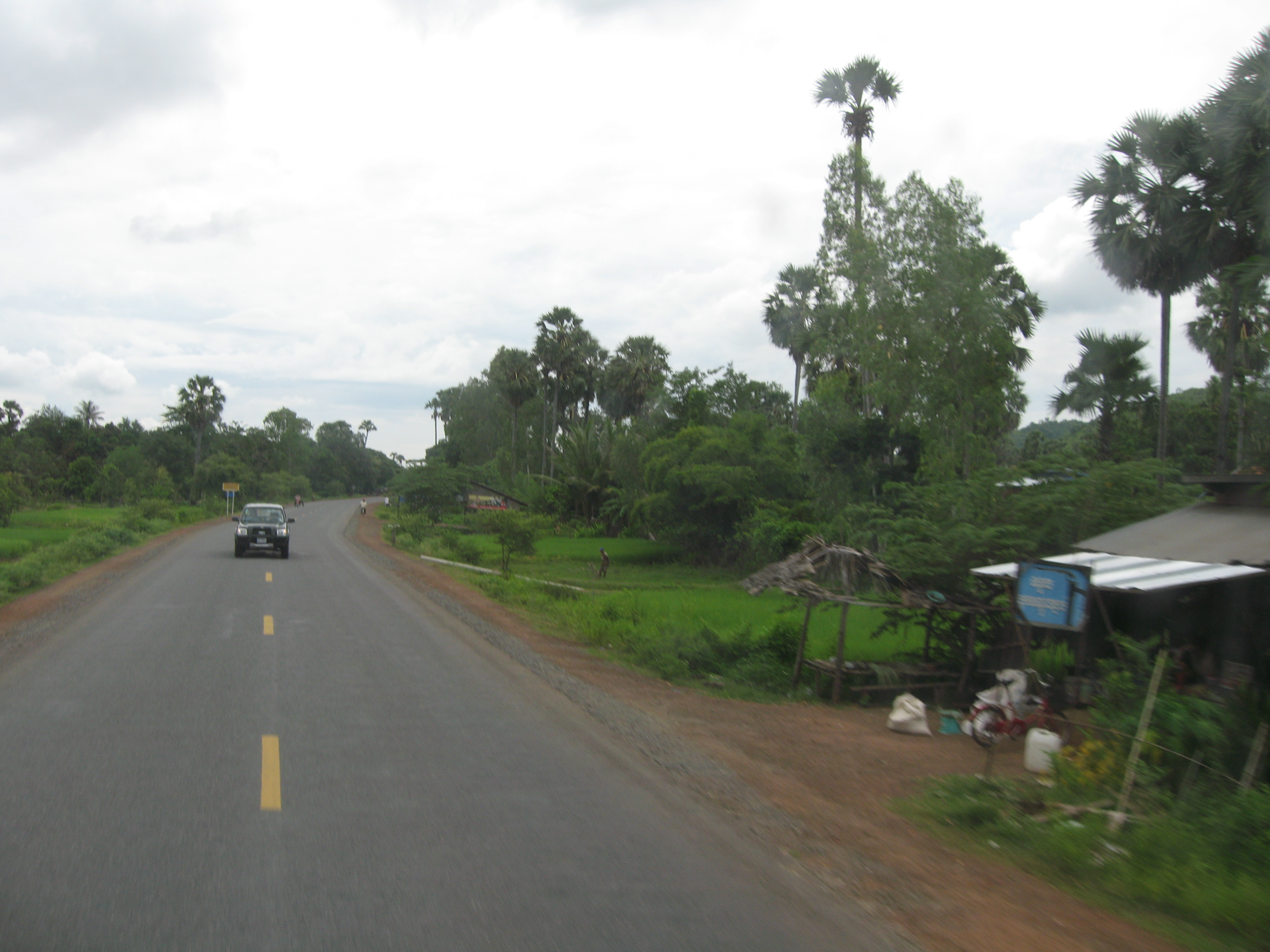
6號公路

6號國道是柬埔寨一條國家級公路，東起磅湛省斯昆（經6A國道往南延伸至首都金邊），沿洞里薩湖北岸而行，經過旅遊城市暹粒，西至班迭棉吉省首府詩梳風，與5號國道相接。全長418公里。